# Jacek Prentki
Jacek Prentki (ur. 17 kwietnia 1920 w Lyonie, zm. 29 listopada 2009 w Genewie) - fizyk teoretyczny, badacz fizyki cząstek elementarnych, współzałożyciel Departamentu Fizyki Teoretycznej CERN, profesor Collège de France.

## Życiorys
Pochodził z mieszanego małżeństwa, wychowywał się we Francji. Jego ojciec, którego rzadko widywał, gdyż pracował w Kongo, zmarł w 1939 r. Pozbawiona środków do życia matka postanowiła wrócić z synem do Polski. W Warszawie zdał maturę (1938) w I Państwowym Gimnazjum i Liceum im. Stefana Batorego. Podczas okupacji studiował fizykę na podziemnym Uniwersytecie Warszawskim m.in. u prof. Leonarda Sosnowskiego. Był też raz zatrzymany przez Niemców w łapance ulicznej, ale uciekł z transportu do obozu koncentracyjnego, wyskakując po drodze z pociągu.
Po II wojnie światowej został asystentem prof. Jana Blatona w nowo powstałym Uniwersytecie im. Marii Skłodowskiej-Curie w Lublinie. Następnie pracował jako asystent w Pierwszej Pracowni Wydziału Matematyczno-Przyrodniczego UW przy ul. Hożej 69.
W 1947 roku dzięki francuskiemu obywatelstwu wyjechał do Paryża. Tutaj poznał swoją żonę, Marię z domu Karbowską (1928-2011), siostrzenicę Bolesława Micińskiego, z którą miał dwóch synów. Później, będąc w kraju z wizytą u matki w 1950 r., Prentki został aresztowany przez UB pod zarzutem szpiegostwa; uzyskał zwolnienie dzięki wstawiennictwu słynnego biologa, który był jego opiekunem podczas wojny.
Na emigracji pracę naukową kontynuował w Centre national de la recherche scientifique, Institut Henri-Poincaré i École Polytechnique. Należał do kręgu uczestników seminarium prof. Alexandru Proca, zajmujących się fizyką cząstek elementarnych. Innym z nich był Bernard d’Espagnat, razem z którym Prentki w 1955 r. dostał angaż do powstającego Departamentu Fizyki Teoretycznej Europejskiego Centrum Badań Jądrowych (CERN) w Genewie, które wspólnie zorganizowali. Prowadził tam badania nad symetrią hadronów w oddziaływaniu słabym i silnym. Dwukrotnie był też kierownikiem Departamentu Fizyki Teoretycznej CERN (1967-1970 i 1975-1982). W latach 1964–1983 jednocześnie wykładał w Collège de France. Czynnym naukowcem pozostawał aż do śmierci; już będąc na emeryturze, nadal trzy razy w tygodniu odwiedzał genewskie laboratorium.
W 1976 r. został laureatem Prix Félix Robin, nadawanej przez Société Française de Physique. W 1991 r. Polskie Towarzystwo Fizyczne nadało mu Medal Mariana Smoluchowskiego. Od 2005 r. był członkiem zagranicznym Wydziału III Matematyczno-Fizyczno-Chemicznego Polskiej Akademii Umiejętności.